# 莫斯伯格930半自動霰彈槍
莫斯伯格930（英語：Mossberg 930）是一系列由美国槍械製造商O·F·莫斯伯格父子公司所研製及生產的半自動散彈槍，供獵人和飛碟射擊者使用，發射23⁄4英吋12鉛徑霰彈。

## 衍生型
- 狩獵型 （页面存档备份，存于）（Hunting）
- 戰術型 （页面存档备份，存于）（Tactical）
- JM Pro系列（JM Pro Series）
- 專業系列運動型 （页面存档备份，存于）（Pro Series Sporting）

## 犯罪用途

### 基督城清真寺槍擊案
2019年3月15日新西蘭夏令節約時間下午1時40分，新西蘭基督城，28歲男性凶手布倫頓·塔蘭特使用12鉛徑莫斯伯格930 SPX型（和雷明登870泵動式霰彈槍、AR-15半自動步槍），在光明清真寺和林伍德伊斯蘭中心兩處發動大规模枪击（恐怖襲擊），殺死至少51人並擊傷49人，期間更進行網絡直播。是次槍擊案為1997年華利姆大屠殺後新西蘭首宗大型槍擊案。

## 資料來源
1. ↑  . O.F. Mossberg & Sons.   [June 14, 2015]. （原始内容存档于July 12, 2012）.
2. ↑  . O.F. Mossberg & Sons.   [June 14, 2015]. （原始内容存档于August 4, 2012）.

## 外部連結
- （英文）—Mossberg Products Page
- （英文）—Mossberg 930 Semi Automatic Shotgun Review （页面存档备份，存于）